# Moschoneura pinthous
Moschoneura pinthous är en fjärilsart som först beskrevs av Carl von Linné 1758.  Moschoneura pinthous ingår i släktet Moschoneura och familjen vitfjärilar.
Artens utbredningsområde är Peru. Inga underarter finns listade i Catalogue of Life.

## Bildgalleri

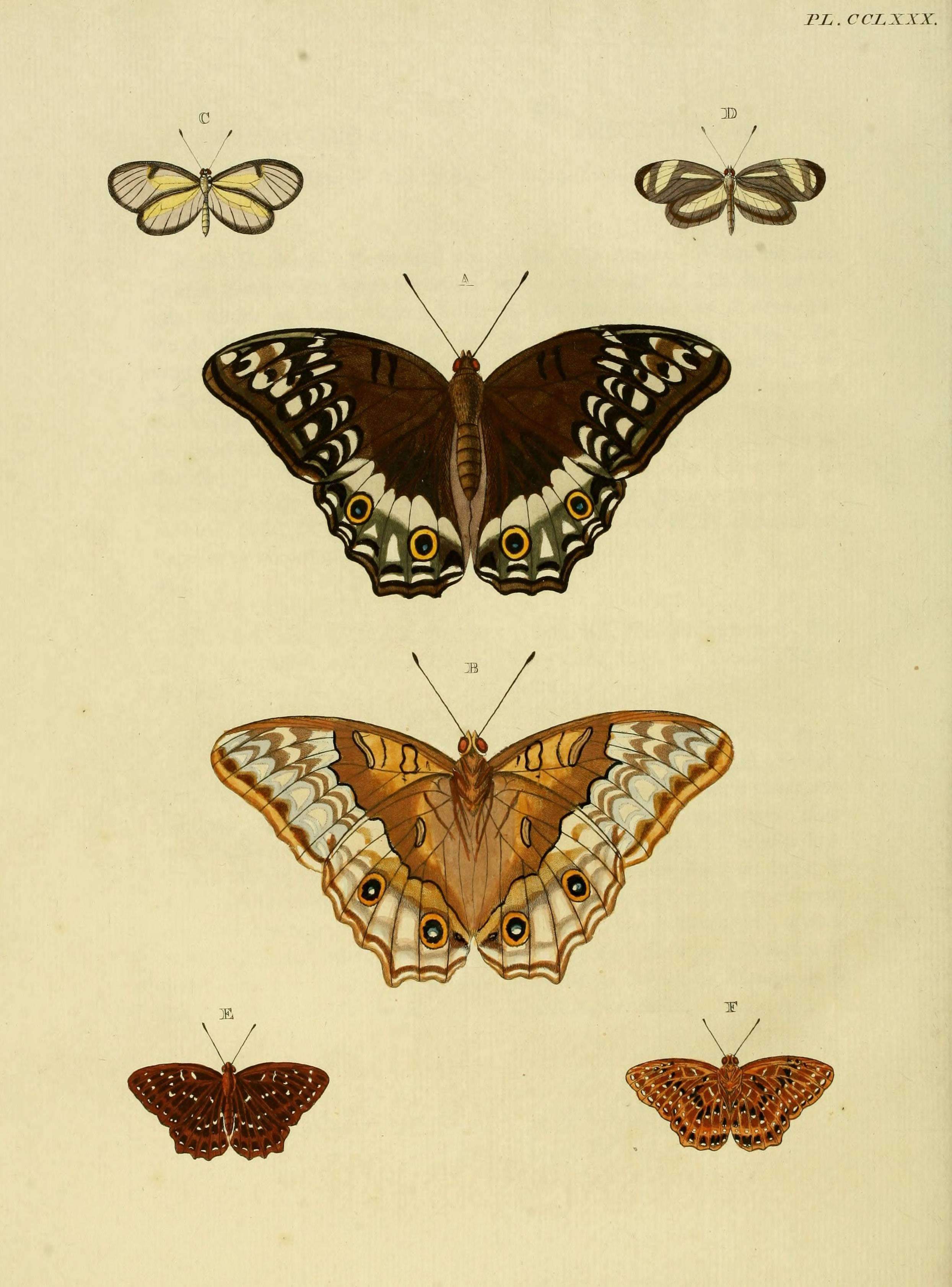
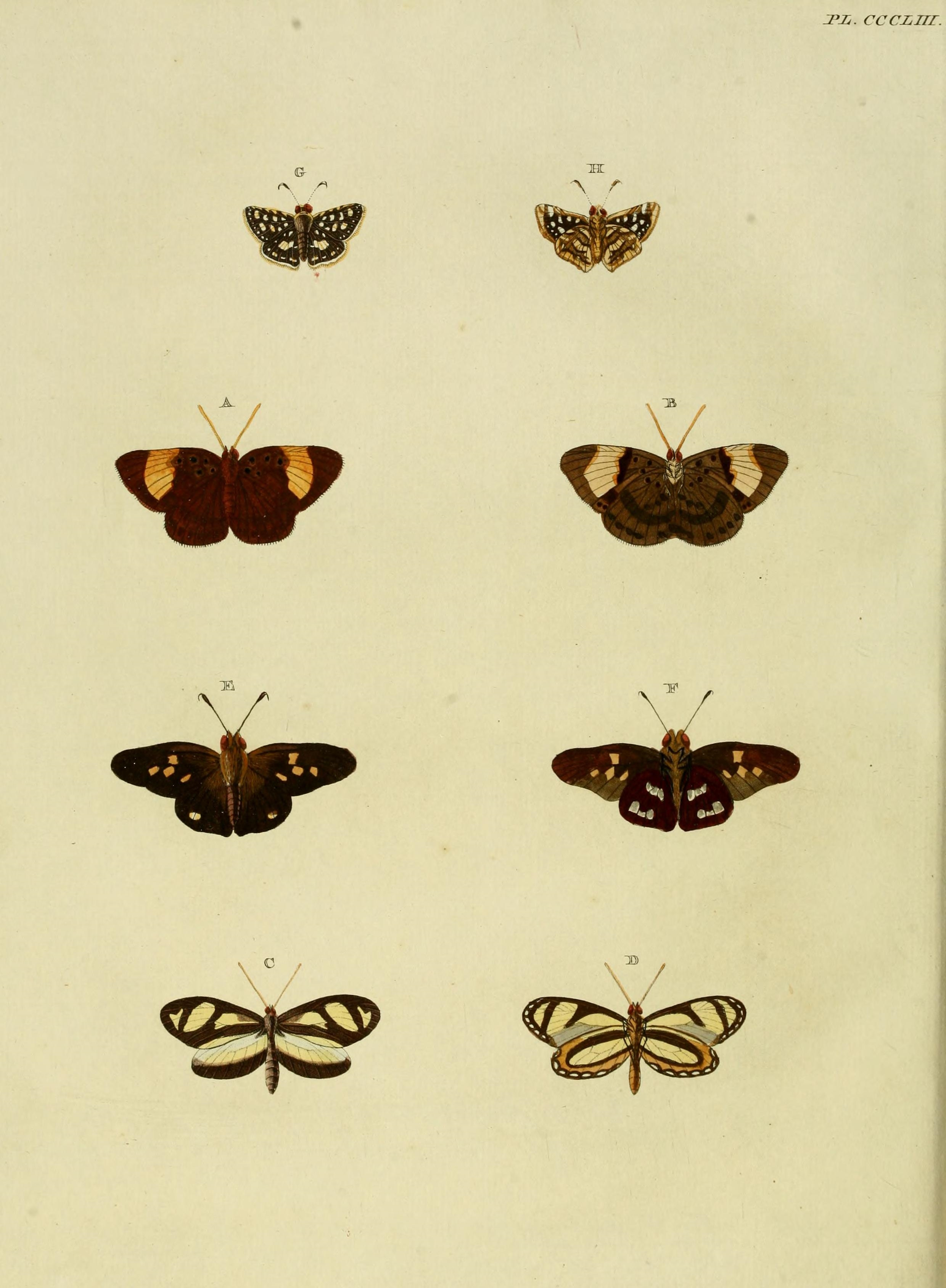
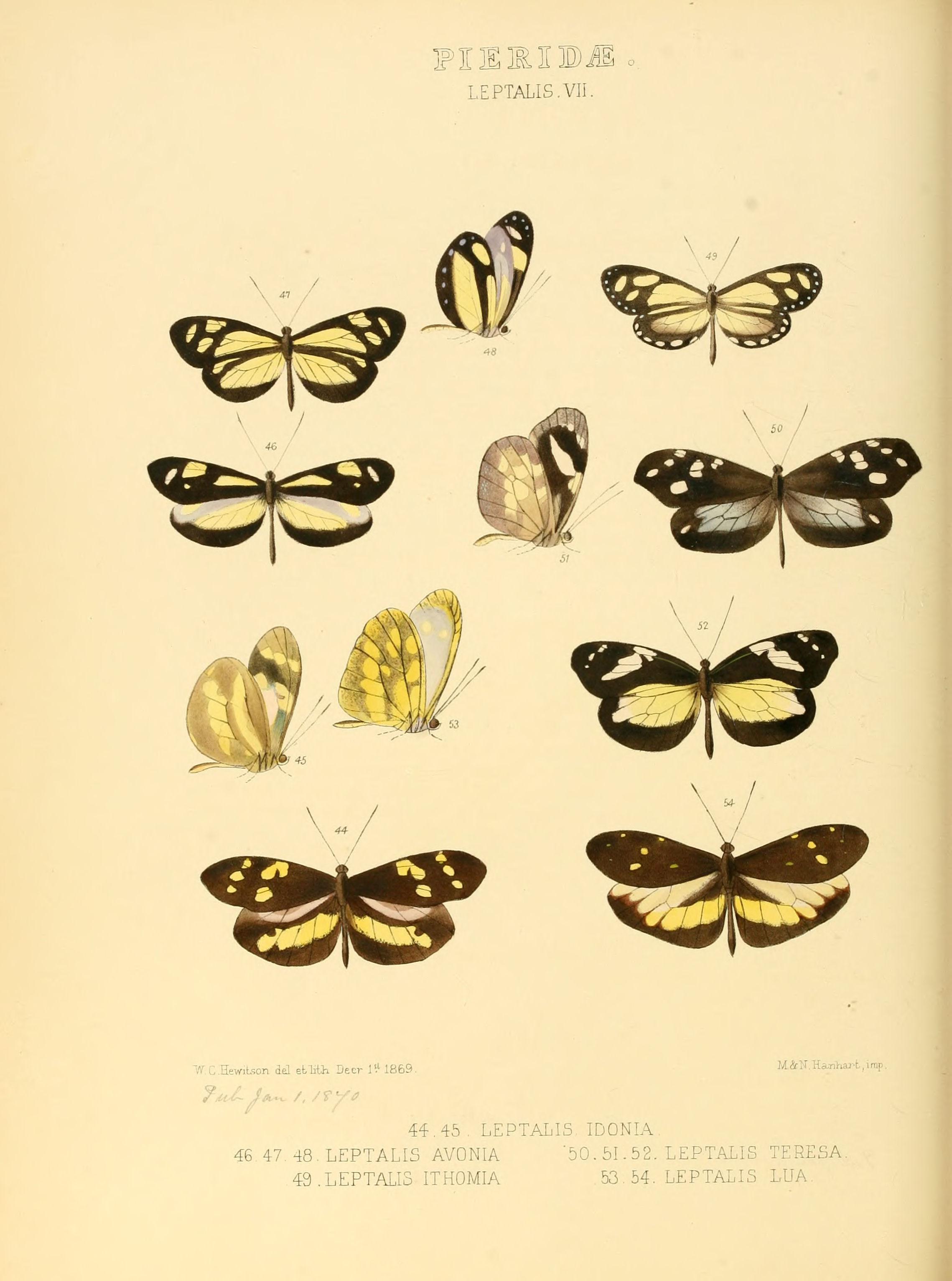
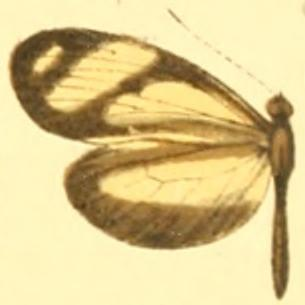
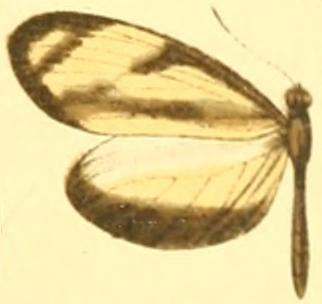
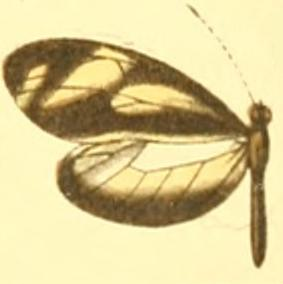